# Will Claye
Will Claye (Phoenix, 13 de junho de 1991) é um atleta norte-americano, especialista no salto triplo.
Foi campeão mundial de pista coberta em Istambul 2012. Em Londres 2012, ficou com a medalha de prata olímpica no salto triplo – 17,62m – e a de bronze no salto em distância – 8,12m. Em 2013, no Campeonato Mundial de Atletismo de Moscou, ficou com a medalha de bronze após um salto de 17,52m. Repetiu a mesma prata na Rio 2016 no salto triplo. No Campeonato Mundial de Atletismo de 2017, em Londres, mais uma prata no triplo, com a marca de 17,63 m. Uma segunda medalha de prata foi conquistada no Mundial seguinte, Doha 2019.